# الدراسات المسرحية
الدراسات المسرحية أو علم المسرح هي علم يختصّ بدراسة الأداء المسرحي بسياقاته الأدبية، والمادية، والنفسية، الحيوية، والاجتماعية، والتاريخية، وهو مجال متعدد التخصّصات فقد يشمل أيضًا دراسة الجماليات المسرحية والسيميائية. شهد الأدب المسرحي في نهايات القرن العشرين تطوّراً كبيراً على أثر ظهور النظرية الإثنوغرافية للمسرح على يد العالمة الروسية لاريسا إيفليفا، والتي اهتمت بدراسة تأثير الثقافة الشعبية على تطوّر المسرح الروسي.

## أبرز علماء المسرح

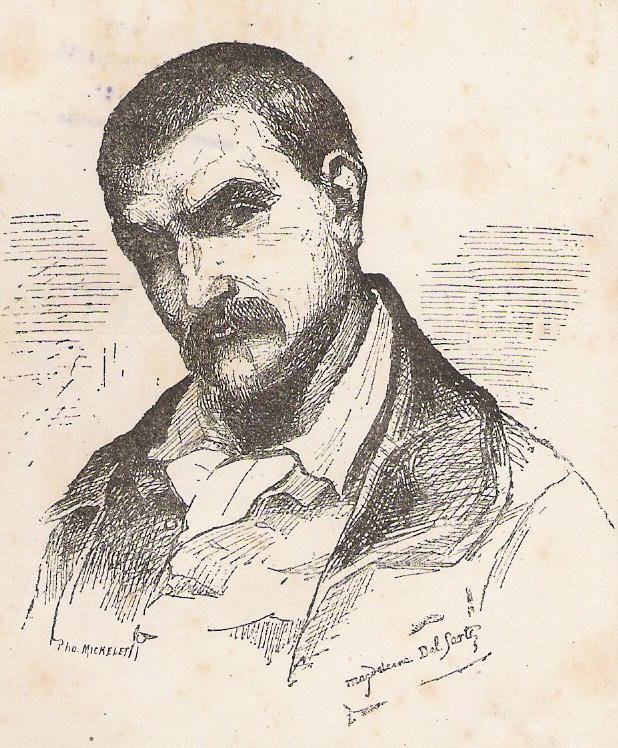
عالم المسرح الفرنسي فرانسوا ديلسارت

يتفاوت مفهوم علماء المسرح من حيث الاهتمامات الأساسيّة، والأنشطة التي يركزون عليها بشكلٍ رئيسيّ نظرًا لتعدد تخصصات الدراسات المسرحيّة وتنوّع مجالاتها، وفيما يلي قائمة بأهم وأبرز العلماء المسرحيين:
- إميل فرانتيسيك بوريان: وهو كاتب ومغني وممثل وموسيقي وملحن وكاتب ومخرج مسرحي نمساوي.[4]
- جوفان شيريلوف: وهو فيلسوف ومسرحي ودراماتورج وكاتب صربي.
- فرانسوا ديلسارتي: وهو مدرس للتمثيل والغناء.[5]
- جوزيف جريجور: وهو مؤرخ مسرحي وكاتب أوبرالي.
- جون هيلبيرن: وهو ناقد مسرحي وكاتب مقالات.[6]
- أنطوان فيتيس: وهو ممثل ومخرج وشاعر.[7]